# Le Monstre des abîmes (téléfilm, 2011)
Pour l’article homonyme, voir Le Monstre des abîmes.
Série Maneater
Carnage
(25 avril 2009) Ferocious Planet
(9 avril 2011)
Pour plus de détails, voir Fiche technique et Distribution.
Le Monstre des abîmes ou Béhémoth, la créature du volcan (titre original : Behemoth) est un téléfilm américano-canadien d'horreur réalisé par W.D. Hogan et diffusé le 15 janvier 2011 sur Sci-Fi Channel. Il s'agit du vingt-troisième film de la collection Maneater series sur Syfy.

## Synopsis
Le Mont Lincoln subit des secousses inhabituelles. Deux scientifiques venus expérimenter une nouvelle sonde de l'armée sont tués de façon mystérieuse. Thomas Walsh, entrepreneur de la région, perd un de ses ouvriers à la suite d'une de ces secousses. Le père de Thomas, William, est persuadé qu'une créature monstrueuse se terre au fond de ce mont, en fait un volcan éteint. Il apparaît bien vite que les craintes du vieil homme sont fondées et un monstre de la taille d'une montagne fait son apparition.

## Fiche technique
- Titre : Le Monstre des abîmes
- Titre original : Behemoth
- Réalisateur : W.D. Hogan
- Scénario : Rachel S. Howie
- Production : Josée Bernard, Tom Berry, Lisa M. Hansen et John Prince
- Musique : Michael Neilson
- Photographie : Anthony C. Metchie
- Montage : Christopher A. Smith
- Distribution : Candice Elzinga et Penny Perry
- Décors : James Willcox
- Costumes : Kerry Weinrauch
- Effets spéciaux de maquillage : Amanda McGowan
- Effets spéciaux visuels : Craig Clarke, Ryan Jensen et Kevin Little
- Pays d'origine :  Canada -  États-Unis
- Compagnies de production : Goliath Pictures et Cinetel Films
- Compagnie de distribution : Sonar Entertainment
- Format : Couleurs - 1.78:1 - Dolby Digital - 35 mm
- Genre : Horreur
- Durée : 90 minutes
- Date de sortie : 15 janvier 2011 (Sci Fi Channel)
- interdit aux moins de 12 ans

## Distribution
- Ed Quinn : Thomas Walsh
- Pascale Hutton : Emily Allington
- Cindy Busby : Grace Walsh
- Jessica Parker Kennedy : Zoe
- Ty Olsson : Jack Murray
- William B. Davis : William Walsh
- Garry Chalk : Shérif Matt Allington
- James Kirk : Jerrod Dietrich
- Shaw Madson (VF : Laurent Mantel) : agent McKewan
- Marsha Regis : agent O'Neil
- Michael Adamthwaite : Joe
- Nick Ouellette : Mansey

## Accueil
Le téléfilm a été vu par 2,16 millions de téléspectateurs lors de sa première diffusion.

## DVD
Le film est sorti en DVD sous le titre Le Monstre des abîmes le 2 octobre 2012 chez Antartic au format 1.77:1 panoramique 16/9 en français sans sous-titres et sans suppléments. ASIN B008NBEH4I